# Sonnenfinsternis vom 11. April 369 v. Chr.
Die in babylonischen Quellen notierte Sonnenfinsternis vom 11. April 369 v. Chr. gehört zur Gattung der GADEx-Texte. Besondere Bedeutung erlangte diese Aufzeichnung durch Bezug auf den achämenidischen König Artaxerxes II. Heute befinden sich die Keilschrifttafeln BM 37097 sowie BM 37211 im British Museum zu London.
Bei dem erwähnten astronomischen Ereignis handelte es sich um eine ringförmige Sonnenfinsternis, die auch in der Region von Babylon zu beobachten war. Durch Überprüfung mit anderen historischen Finsternissen wurde festgestellt, dass die historischen Datierungen von den zurückgerechneten Werten abweichen. Die entsprechende Zeitdifferenz wird als „ΔT“ bezeichnet.
Unter Berücksichtigung des ΔT war die Sonnenfinsternis in Babylon am 11. April 369 v. Chr. ab Sonnenaufgang um 5:45 Uhr sichtbar, um etwa 6:38 Uhr begann die maximale Verfinsterung; gegen 7:38 Uhr endete die Sonnenfinsternis. Der babylonische Schreiber des Keilschrifttextes vermerkte daneben weitere Beobachtungen:

„[Artaxerxes II. 35. Jahr: Zwölfter Monat (Addaru),...Ende der Sonnenfinsternis...]. In dieser Zeit war Jupiter im (Sternbild) Löwe. [...] dem siebten Tag des ersten Monats (Nisannu) des 36. Jahres, der Wasserstand des Flusses [...] zwei cubits (und) acht Fingerbreiten.“

Die Keilschrifttexte BM 37097 und BM 37211 sind nur sehr bruchstückhaft erhalten. Eine Identifizierung mit Artaxerxes II. konnte daher zunächst nicht zweifelsfrei vorgenommen werden, da auch Artaxerxes I. mehr als 36 Jahre regierte. Aufgrund der Zusatzangaben hinsichtlich der Jupiter-Erwähnung, der sich zur Zeit der Sonnenfinsternis im Sternbild Löwe befand, konnte die Sonnenfinsternis sicher Artaxerxes II. zugeordnet werden. Eine vergleichbare Konstellation war unter Artaxerxes I. seit dem neunten Monat seines 35. Regierungsjahres für mehrere Jahre unmöglich. Ergänzend belegen die Inschriften, dass das erste Regierungsjahr von Artaxerxes II. am ersten Nisannu im April des Jahres 404 v. Chr. begann.